# Carl Ludwig Kirschbaum

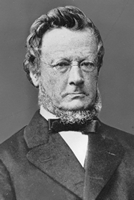
Carl Ludwig Kirschbaum

Carl Ludwig Kirschbaum (* 31. Januar 1812 in Usingen; † 3. März 1880 in Wiesbaden) war ein deutscher Entomologe, Professor der Biologie und Museumsdirektor.

## Leben
Kirschbaum war der Sohn des Landesoberschultheißen Karl Ludwig Kirschbaum (1771–1835) und dessen Ehefrau Johannette Margarethe Philippine geborene Vietor (1779–1824). Er wuchs in Eltville auf. Schon als Schüler legte er eine entomologische Sammlung an. Ab 1824 besuchte er das Gymnasium Wiesbaden. Von 1826 bis 1830 besuchte er das Gymnasium Philippinum Weilburg, wo er insbesondere unter dem Einfluss des Bienenforschers Philipp Adolph Schenck (1803–1876) seine Kenntnisse erweitern konnte. Nach dem Studium als Gymnasiallehrer von 1831 bis 1834 in Göttingen arbeitete Kirschbaum ab 1834 als Lehrer am Privat-Pädagogium in Weilburg. 1837 wechselte er an das Pädagogium Hadamar und 1839 an das Gymnasium Philippinum Weilburg, wo er 1841 Konrektor wurde. 1845/46 lehrte er am Gymnasium Hadamar. 1846 wurde er Prorektor am Gymnasium Wiesbaden.
1848 heiratete er Hermine Eleonore, geborene Panthel (1825–1909) aus Diez, der Tochter des Herzoglich Nassauischen Amtsrevisor und Renteisekretär bei der Rezeptur in Diez und späteren Verwalter des Zuchthauses in Diez, Friedrich Ludwig Panthel und der Julie Pflug.
1848 wurde er zum Professor am Gymnasium Wiesbaden ernannt und 1865 erhielt er die Ehrendoktorwürde der Universität Göttingen. Carl Ludwig Kirschbaum war Mitglied der Gesellschaft Deutscher Naturforscher und Ärzte. Bereits 1843 trat er dem Nassauischen Verein für Naturkunde bei und übernahm 1847 die zoologische Sektion. Nach dem Fortgang des Paläontologen Fridolin Sandberger von Wiesbaden nach Karlsruhe wurde Kirschbaum dessen Nachfolger und der Nassauische Herzog ernannte ihn zum Inspektor (Leiter) des Naturhistorischen Museums in Wiesbaden (heute Naturhistorische Sammlungen) und Sekretär des Vereins. Am 3. März 1880 starb er mit 68 Jahren an einem Schlaganfall.

## Wissenschaftliche Tätigkeit und Werk

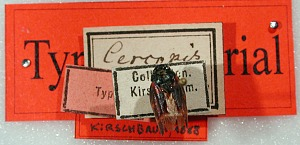
Zikaden-Typus von Carl Ludwig Kirschbaum

Kirschbaum hielt Vorlesungen über Botanik und Zoologie an der Landwirtschaftsschule Hof Geisberg und am Chemischen Unterrichtslaboratorium Fresenius. In seiner Funktion als Sektionsleiter der Zoologie und als Leiter der Naturhistorischen Sammlung in Wiesbaden hat er maßgeblich den Ausbau der wissenschaftlichen Sammlungen, aber auch deren Präsentation gefördert. Insbesondere die Wirbellosen-Sammlung baute er aus. Ebenso umfangreich waren seine Kontakte zu anderen Museen und Vereinen, wobei er selbst Mitglied in 23 wissenschaftlichen Gesellschaften war.
Das sicherlich bedeutendste Werk von Kirschbaum widmet sich den Zikaden (Hemiptera: Cicadomorpha, Fulgoromorpha). Die Sammlung mit mehr als 5.000 Tieren wird in den Naturhistorischen Sammlungen Wiesbaden aufbewahrt. Sie enthält mehr als 330 Typen und gehört damit zu den wichtigsten europäischen Sammlungen. In seiner Monographie beschreibt er 371 Arten, 172 davon neu für die Wissenschaft. Neben den von ihm selbst gesammelten Tieren bearbeitete er auch Material von zahlreichen Wissenschaftlern seiner Zeit.

## Ehrungen
- 1865 erhielt er die Ehrendoktorwürde der Universität Göttingen.
- 1874 Mitglied der Leopoldina[2]
- 1880 wurde er zum Ehrenmitglied des Nassauischen Vereins für Naturkunde ernannt.

## Schriften
(unberücksichtigt bleiben seine Jahresberichte)
- Kirschbaum, C.L. (1853): Entomologische Miscellen. - Jahrbücher des Vereins für Naturkunde im Herzogthum Nassau 9: II 42-45 [Originaltitel: ].
- Kirschbaum, C.L. (1853): Verzeichnis der in der Gegend von Wiesbaden, Dillenburg und Weilburg im Herzogthum Nassau aufgefundenen Sphegiden. - Stettiner Entomologische Zeitung 14: 28-31,43-49.
- Kirschbaum, C.L. (1855): Rhynchotographische Beiträge. I. Die Capsinen der Gegend von Wiesbaden. - Jahrbücher des Vereins für Naturkunde im Herzogthum Nassau 10: 161-348.
- Kirschbaum, C.L. (1855): Über Hoplisus punctuosus Eversm. Hoplisus punctatus n. sp. - Wiesbaden: Stein, S. 1–7.
- Kirschbaum, C.L. (1855): Über Hoplisus punctuosus Eversm. u. Hoplisus punctatus n. sp. - Moskau: Festschr. 50-jähr. Best. K. Naturf. Ges., 7 S.
- Kirschbaum, C.L. (1858): [Über die Zertheilung der Gattung Jassus in mehrerer Gattungen]. - In: Bericht über die monatlichen Sitzungen der Mitglieder des Vereins. - Jahrbücher des Vereins für Naturkunde im Herzogthum Nassau 13: 355-358.
- Kirschbaum, C.L. (1858): Die Athysanus-Arten der Gegend von Wiesbaden. - Wiesbaden: Festschrift Wett. Ges. ges. Naturk., Fünfzigjährigen Bestehens, S. 1–14.
- Kirschbaum, C.L. (1859): Bericht über die monatlichen Sitzungen der Mitglieder des Vereins. - Jahrbücher des Vereins für Naturkunde im Herzogthum Nassau 14: 450-454.
- Kirschbaum, C.L. (1863): Die Reptilien und Fische des Herzogthums Nassau. Verzeichniß und Bestimmungstabelle. - Jahrbücher des Vereins für Naturkunde im Herzogthum Nassau 17/18: 77-122.
- Kirschbaum, C.L. (1866): Nekrolog [Carl Heinrich Georg von Heyden +]. - Jahrbücher des Nassauischen Vereins für Naturkunde 19: 511-.
- Kirschbaum, C.L. (1868): Die Cicadinen der Gegend von Wiesbaden und Frankfurt a. M. nebst einer Anzahl neuer oder schwer zu unterscheidender Arten aus anderen Gegenden Europas. - Jahrbücher des Nassauischen Vereins für Naturkunde 21: 1-202.
- Kirschbaum, C.L. (1868): Die Gattung Idiocerus Lew. und ihre europäischen Arten. - Schulprogr. Königl. Gymn. 1868: 3-38, Wiesbaden.(Digitalisat)

- Kirschbaum, C.L. (1868): Nekrolog [Johann Daniel Wilhelm Bayrhoffer +]. - Jahrbücher des Nassauischen Vereins für Naturkunde 21: 429-432.
- Kirschbaum, C.L. (1872): Zoologische Mitteilungen: 1. Tringa maritima im Spessart. - Jahrbücher des Nassauischen Vereins für Naturkunde 25: 439-441.
- Kirschbaum, C.L. (1872): Zoologische Mitteilungen: 2. Über Sternschnuppengallerte. - Jahrbücher des Nassauischen Vereins für Naturkunde 25: 441-446.
- Kirschbaum, C.L. (1872): Zoologische Mitteilungen: 3. Über das Nest von Anthidium strigatum Latr. - Jahrbücher des Nassauischen Vereins für Naturkunde 25: 446-447.
- Kirschbaum, C.L. (1877): Nekrolog [Karl Wilhelm Gottlieb Leopold Fuckel +]. - Jahrbücher des Nassauischen Vereins für Naturkunde 29/30: 432-433.